# Pasàrgades
Els pasàrgades (en llatí Pasargadae, en grec antic Πασαργάδαι, 'Pasargadai') eren una de les tres tribus dels perses que dominaven totes les altres tribus, segons diu Heròdot, qui afegeix que d'ells en va sortir la dinastia dels aquemènides. Les altres dues eren els marafis i els maspis. Altres autors els descriuen com un poble que vivia a la Pèrsida, a la part més pròxima a Carmània, però el més probable és que el seu centre fos la regió on es va fundar la ciutat de Pasàrgada.